# شهاب‌سنگ آهنی
شهاب‌سنگ‌های آهن (به انگلیسی: Iron meteorites)، شهاب‌سنگهایی هستند که عمدهٔ وجودشان از آلیاژ آهن-نیکل است که به عنوان آهن شهاب‌سنگی شناخته می‌شود و معمولاً شامل دو شاخهٔ مواد معدنی: کاماسیت و تاینیت است. خاستگاه و منشأ شهاب‌سنگ‌های آهن از هسته‌های سیاره‌ایِ خرده‌سیاره‌هاست.
آهن موجود در شهاب‌سنگ‌های آهن یکی از نخستین منابع آهن قابل استفاده برای انسان؛ پیش از پدیداری، شکل‌گیری و گسترش فنّ گدازش، که نشانهٔ آغاز عصر آهن است، بوده است.

## نسبت رخداد
هرچند در مقایسه با شهاب‌سنگ‌های سنگی نسبتاً نادر شمرده می‌شوند و تنها حدود ۵٫۷٪ از بارش‌های دیده‌شده را تشکیل می‌دهند، شهاب‌سنگ‌های آهن از لحاظ تاریخی حضورشان در مجموعه‌های شهاب‌سنگی به مراتب بیشتر از این حد است. این تفاوت به خاطر چندین عامل است:
- آن‌ها به راحتی از شهاب‌سنگ‌های سنگی؛ حتی از دیدگاه یک غیرکارشناس، غیرمعمول به نظر می‌رسند. جستجوهای مدرن امروز برای پیداکردن شهاب‌سنگ‌ها در بیابان‌ها و قطب جنوب به‌طور کلی پیدایش نمونه‌های به نسبت بیشتری از شهاب‌سنگ‌ها را نشان می‌دهند.
- آن‌ها در برابر فرسایش ناشی از هوای محیط بسیار مقاوم هستند.
- برای آنها احتمال بیشتری برای گذر سالم پس از ورود به محیط اتمسفر و عواقب کند و سوز وجود دارد، و نیز بیشتر در معرض آلودگی هستند. از این رو، بیشتر، این قطعات بزرگ آن‌هاست یافت می‌شود.
- آن‌ها با توجه به ترکیبات فلزیشان، می‌توانند حتی اگر زیر خاک باشند با استفاده از تجهیزات تشخیص فلزات، پیدا شوند.

از آنجا که آن‌ها متراکم‌تر از شهاب‌سنگ‌های سنگی هستند، شهاب‌سنگ‌های آهن تقریباً ۹۰ درصد (وزنی) از مجموع همهٔ شهاب‌سنگ‌های شناخته شده، حدود ۵۰۰ تن را تشکیل می‌دهند. از دیدگاه بزرگی نیز همهٔ بزرگ‌ترین‌های شناخته‌شدهٔ شهاب‌سنگ‌ها از نوع شهاب‌سنگ‌های آهن هستند؛ از جمله بزرگ‌ترین شهاب‌سنگ‌ها - شهاب‌سنگ هوبا.

## بنیاد و منشأ
شهاب‌سنگ‌های آهن را با سیارک‌های نوع M مرتبط دانسته‌اند زیرا هر دو دارای ویژگی‌های طیفی مشابهی در قسمت مرئی و نزدیک به مادون قرمز دارند. به نظر می‌رسد که شهاب‌سنگ‌های آهن از هسته‌های سیارک‌های بسیار باستانی بزرگتری هستند که در اثر برخوردها متلاشی شده‌اند.